# Konrad Niewolski
Konrad Niewolski (ur. 31 grudnia 1972 w Warszawie) – polski reżyser samouk i scenarzysta filmowy związany z nurtem kina niezależnego.

## Życiorys
W 1995 roku ukończył studia na Wydziale Administracji i Stosunków Międzynarodowych Wyższej Szkoły Biznesu i Administracji w Warszawie. W 2000 roku został międzynarodowym sędzią snowboardu FIS. W 2002 debiutował jako reżyser, scenarzysta i jednocześnie producent filmu D.I.L. Niewolski przyznał się do półrocznego pobytu w więzieniu (za nielegalne posiadanie broni) – doświadczenia te wykorzystał w filmie  Symetria (2003).
Podczas pandemii COVID-19 Niewolski rozpoczął zdjęcia do Asymetrii, drugiej części swojego najsłynniejszego filmu. Został upomniany przez Gildię Reżyserów Polskich i dziennikarkę Karolinę Korwin Piotrowską, jednak stwierdził, że wirus nie istnieje, a fałszywa pandemia jest początkiem nowego porządku świata. Po skończonych zdjęciach reżyser uznał, że nie chce, by jego film oglądano w maseczkach w kinie. W tym celu powołał własną platformę VOD – 22bit.tv, która równocześnie miała być formą promocji kryptowaluty Krypton X, której Niewolski jest twórcą.

## Filmografia
reżyser
- D.I.L., 2002
- Symetria, 2003
- Job, czyli ostatnia szara komórka, 2006
- Palimpsest, 2006
- Cztery poziomo (serial telewizyjny), 2007
- Labirynt świadomości, 2017[4]
- Asymetria, 2020[5]

scenarzysta
- D.I.L., 2002
- Symetria, 2003
- Job, czyli ostatnia szara komórka, 2006
- Labirynt świadomości, 2017

## Nagrody i wyróżnienia
- 2003, Festiwal Polskiego Kina Niezależnego, I miejsce za D.I.L[6]
- 2003, Festiwal Polskich Filmów Fabularnych w Gdyni
  - Nagroda Festiwalu Filmowego w Toronto za Symetria
  - Nagroda Dziennikarzy za Symetria
- 2003, Nagroda Artystyczna Miasta Torunia im. Grzegorza Ciechowskiego za Symetria
- 2003, Złote Lwy, nominacja za Symetria
- 2003, WMFF, nominacja Nowe Filmy Polskie za Symetria
- 2004, Przegląd Polskich Filmów Fabularnych "Debiuty" w Koninie, Nagroda Publiczności za Symetria
- 2004, Festiwal Filmu – Malarstwa – Muzyki "Lato z Muzami" w Nowogardzie, Nagroda Główna "Laur Cisowy" za Symetria
- 2004, Tarnowska Nagroda Filmowa
  - Grand Prix za Symetria
  - Nagroda Jury Młodzieżowego za Symetria
- 2004, MFF w Karlowych Warach, nominacja do Kryształowego Globusa za Symetria
- 2005, MFF w Durango, najlepszy film festiwalu za Symetria
- 2005, MFF w RiverRun, nagroda za reżyserię za Symetria
- 2005, Złota Kaczka, nominacja do najlepszego polskiego filmu za Symetria[7]
- 2006, List gratulacyjny od prezydenta RP Lecha Kaczyńskiego
- 2006, Złote Lwy, nominacja za Palimpsest
- 2018, Węże:
  - nominacja w kategorii najgorsza reżyseria za film Labirynt świadomości[8]
  - nominacja w kategorii najgorszy film za Labirynt świadomości[8]